# عبدالجبار هاشم حنون
عبدالجبار هاشم حنون (انگلیسی: Abdul-Jabar Hashim Hanoon؛ زادهٔ ۱ ژانویهٔ ۱۹۷۰) یک بازیکن فوتبال اهل عراق است.
از باشگاه‌هایی که در آن بازی کرده‌است می‌توان به نیروی هوایی عراق و تیم ملی فوتبال عراق اشاره کرد.
وی همچنین در تیم ملی فوتبال تیم ملی فوتبال عراق بازی کرده است.